# Made on earth

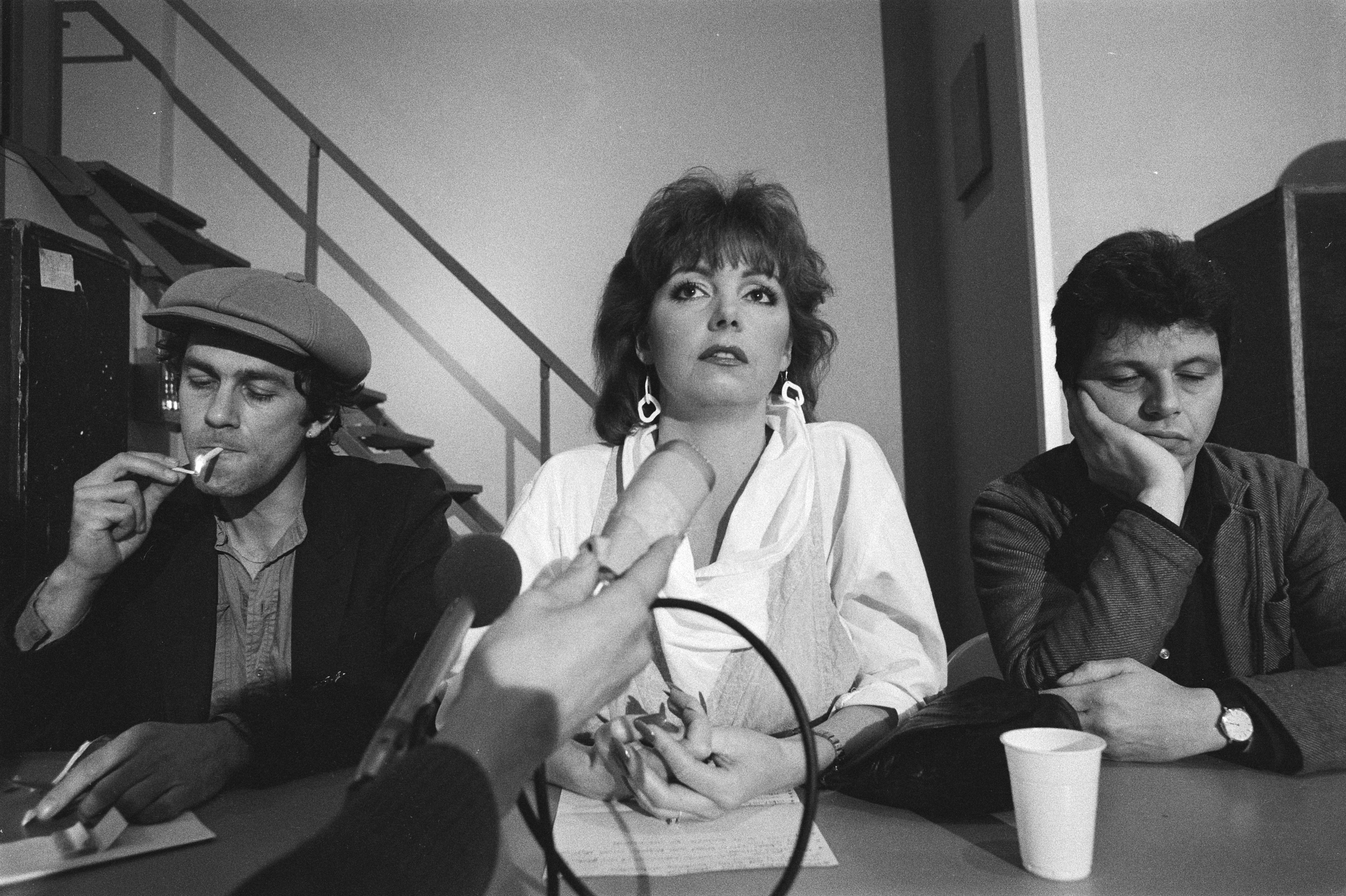
Jerney Kaagman in 1984

Made on earth is een studioalbum van Jerney Kaagman. Ze nam in de periode dat zij in de Playboy werd afgebeeld een album onder eigen naam op, los van Earth & Fire. Muziekproducent was Hans van Hemert, hij was ook (mede-)verantwoordelijk voor de meeste liedjes. Plaats van handeling was de Dureco Studios van platenlabel Dureco waarop het album werd uitgebracht. Sytze Gardenier en Sander Bos traden op als geluidstechnicus. Voor de platenhoes werd de destijds bekende fotograaf Claude Vanheye ingeschakeld.
De liefhebbers van progressieve rock, de niche waarin Earth & Fire zich bezigde waren teleurgesteld in dit album dat mainstream popmuziek bevat. Desalniettemin haalde het album één week notering in de AlbumTop 50; genoteerd op plaats 49.

## Musici
- Jerney Kaagman – zang
- Peter Schön – toetsinstrumenten en arrangementen
- Lex Bolderdijk, Peter Tiehuis – gitaar
- Marcel Schimscheimer – basgitaar
- Ton op 't Hof – drumstel
- Fred Leeflang, Jan Vennik – tenorsaxofoon
- Erik van Lier, Bart van Lier, Pieter van de Doler – trombone
- Jan Oosthof – trompet
- Jaap Moelker – strijkinstrumenten
- Omar Dupree, Hans van Hemert, Julya Lo'ko, Afred Martens, Lisa Schulte Nordholt, Pim Roos en Patricia Ruddock - achtergrondzang

## Muziek
| Nr. | Titel                                           | Duur |
| --- | ----------------------------------------------- | ---- |
| 1.  | I can dance all night (van Hemert, Kaagman)     | 5:24 |
| 2.  | Love light (van Hemert, S. Fitsgereld)          | 3:50 |
| 3.  | Oohh, la, la la (van Hemert, Kaagman)           | 3:33 |
| 4.  | I will love you endlessly (van Hemert, Kaagman) | 3:04 |
| 5.  | All, here I am (van Hemert, Kaagman)            | 3:45 |
| 6.  | All I want is you (van Hemert, I. Wilson)       | 2:30 |

| Nr. | Titel                                                  | Duur |
| --- | ------------------------------------------------------ | ---- |
| 1.  | She’s getting all out of nothing (van Hemert, Kaagman) | 5:12 |
| 2.  | (In a shade of a) willow tree (van Hemert, Kaagman)    | 2:44 |
| 3.  | Some (van Hemert)                                      | 2:58 |
| 4.  | Misery (Bert Ruiter, van Hemert, Kaagman)              | 3:49 |
| 5.  | And I like it (van Hemert, Kaagman)                    | 5:21 |

Het album werd uitgebracht dat de compact disc net op de markt was verschenen; het album werd alleen op elpee uitgebracht, maar kon nadien wel op cd besteld worden (CD on Demand). 
All right, here I am (met B-kant (In the shade of a (willow tree)) en I will love you (met Misery) werden uitgebracht op single; de eerste daarvan stond kortstondig in de hitparades.